# Stejnopohlavní manželství v Uruguayi
Stejnopohlavní manželství je v Uruguayi legální od 5. srpna 2013. Návrh příslušného zákona byl přijat Poslaneckou sněmovnou 12. prosince 2012 v poměru hlasů 81:6  a následně Senátem s menšími pozměňovacími návrhy 2. dubna 2013 v poměru hlasů 23:8. Pozměněný návrh pak následně znovu přijala Poslanecká sněmovna v poměru hlasů 71:12 10. dubna 2013. 3. května 2013 jej podepsal uruguayský prezident.

## Registrované partnerství
20. ledna 2008 se Uruguay stala první latinskoamerickou zemí, která umožnila homosexuálním párům na celostátní úrovni uzavírat registrované partnerství (Ley de Unión Concubinaria).
Návrh zákona z dílny senátorky Margarity Percovichové za Širší frontu (Broad Front) přijala Sněmovna reprezentantů 29. listopadu 2007. Už tou dobou byl Senátem schválen zákon podobného typu. Obě komory uruguayského parlamentu se pak následně shodly na finální podobě zákona o registrovaném partnerství, který přijaly 19. prosince téhož roku. 27. prosince jej podepsal uruguayský prezident Tabaré Vázquez. 10. ledna 2008 byl nový zákon publikován v promulgační listině. Účinným se stal 20. ledna 2008. První registrované partnerství bylo uzavřeno 17. dubna 2008.
Zákon umožňuje heterosexuálním a homosexuálním párům stvrdit své soužití prostřednictvím registrovaného partnerství, žijí-li ve společné hospodařící domácnosti po dobu 5 let, a poskytuje jim téměř stejná práva a povinnosti vyplývající z manželství, včetně pozůstalostních důchodů, dědických práv a společného majetku.
O uruguayskou vládou podporovaném návrhu zákona umožňujícím homosexuálním párům adopci dětí diskutoval parlament na jaře 2008. Homoparentální adopce měly podporu i u prezidenta Vázqueze. Naopak silně proti se stavěla Katolická církev. Sněmovna reprezentantů přijala návrh zákona o adopcích dětí homosexuálními páry 27. srpna 2009. Pro bylo 40 poslanců, proti 13. 9. září byl návrh přijat Senátem. Pro hlasovalo 17 senátorů, proti 6. 18. září 2009 jej podepsal prezident a Uruguay se stala první jihoamerickou zemí, která umožnila homosexuálním párům společnou adopci dětí.

## Stejnopohlavní manželství

Právní aspekty stejnopohlavního soužití v Jižní Americe
Manželství
Státy vázané rozhodnutím IACHR
Registrované partnerství
Neregistrováno
Stejnopohlavní manželství zakázáno
Homosexuální pohlavní styk je nezákonný

25. května 2009 slíbila senátorka Percovichová, že pokud Širší fronta vyhraje nadcházející parlamentní volby, tak předloží návrh zákona, který by umožnil homosexuálním párům uzavírat manželství. V říjnu získala Širší fronta v obou komorách uruguayského parlamentu většinu a její prezidentský kandidát José Mujica rovněž vyhrál volby. V červenci 2010 oznámili zákonodárci koaliční Širší fronty, že předloží návrh zákona o homosexuálních sňatcích. Na zpracování návrhu příslušného zákona se spolupodílela také Michelle Suárezová Bértorová, první uruguayská transgender prokurátorka, která mimo jiné také spolupracovala s LGBT organizací "Černá ovce". 25. července 2010 podpořil zákon i bývalý uruguayský prezident Julio María Sanguienetti (Strana Colorado). Proti se naopak postavil exprezident Luis Alberto Lacalle (Národní strana).
V dubnu 2011 prezentoval uruguayský zákonodárce Sebastián Sabini z Hnutí za lidovou iniciativu (Movement of Popular Participation), které je jednou z koaličních stran Širší fronty, návrh příslušného zákona o stejnopohlavním manželství. 6. září 2011 byl návrh zákona o stejnopohlavním manželství předložen Sněmovně reprezentantů.
V červnu 2012 uznal uruguayský soud stejnopohlavní manželství uzavřené v cizině. Své rozhodnutí opřel o skutečnost, že uruguayské zákony stejnopohlavní manželství oficiálně nezakazují, a že všichni Uruguayci mohou žádat soudy o uznání jejich zahraničního sňatku bez ohledu na to, zda je jejich protějškem stejného nebo opačného pohlaví. Proti soudnímu rozhodnutí bylo nicméně podáno odvolání.
V červnu 2012 oznámil resort školství, že uruguayský parlament začne rozpravu na téma stejnopohlavního manželství před koncem roku 2012. 4. července 2012 se návrhem zákona zabýval Ústavněprávní výbor Sněmovny reprezentantů. Ten s ním pak 28. listopadu 2012 vyjádřil souhlas. 5. prosince k němu připojil pozměňovací návrhy a dal jej k finálnímu hlasování.
12. prosince 2012 byl návrh přijat Sněmovnou reprezentantů. Pro bylo 81 z 87 přítomných poslanců. 19. března 2013 vyjádřila s návrhem souhlas Ústavněprávní výbor Senátu s drobnými úpravami a připomínkami. 2. dubna 2013 byl pozměněný návrh přijat Senátem. Pro bylo 23 senátorů, proti 8. 10. dubna 2013 přijala Senátem pozměněný návrh zákona o stejnopohlavním manželství i Sněmovna reprezentantů. Pro bylo 71 poslanců, proti 21. 3. května byl zákon podepsán uruguayským prezidentem Josém Mujicou. Účinným se stal 5. srpna 2013.
Hlasování uruguayského senátu, 2. duben 2013
| Strana          | Pro | Proti |
| --------------- | --- | ----- |
| Širší fronta    | 16  | 0     |
| Národní strana  | 3   | 7     |
| Strana Colorado | 4   | 1     |
| Celkem          | 23  | 8     |

### První stejnopohlavní manželství
První stejnopohlavní manželství bylo uzavřeno ihned 5. srpna 2013 v Montevideu. Z důvodu špatného zdravotního stavu jednoho z nastávajících se svatební obřad uskutečnil v nemocnici.

### Statistiky
Rok po legalizaci stejnopohlavních sňatků využilo této možnosti 134 homosexuálních párů. Všechny svatby se uskutečnily v hlavním městě Montevideu. Cca 200 homosexuálních párů uzavřelo manželství v celé zemi.

## Veřejné mínění
Podle průzkumu Factum z listopadu 2011 podporovalo legalizaci stejnopohlavního manželství 52 % Uruguayců, zatímco 32 % bylo proti, 10 % neutrálních a 6 % nemělo jasný názor.
Průzkum Cifra uskutečněný mezi 29. listopadem a 6. prosincem 2012 shledal, že 53 % Uruguayců podporuje stejnopohlavní manželství, 32 % je proti a 15 % nemá jasný názor.
Jiný průzkum, taktéž od Cifra, uskutečněný mezi 22. únorem a 4. březnem 2013 ukázal 54 % podporu stejnopohlavního manželství. 32 % bylo proti, 9 % nerozhodnutých a zbývající 4 % neměla jasný názor.
Podle průzkumu Pew Research Center uskutečněným mezi 22. listopadem 2013 a 8. lednem 2014 podporovalo legalizované stejnopohlavní manželství 62 % Uruguayců, zatímco 31 % bylo proti.